# Wellington Nem
Wellington Silva Sanches Aguiar (* 6. Februar 1992 in Rio de Janeiro), genannt Wellington Nem, ist ein brasilianischer Fußballspieler. Er wird meistens als hängende Spitze hinter einem weiteren Stürmer eingesetzt. 2012 machte er drei Spiele für die brasilianische Nationalmannschaft.

## Karriere

### Vereine
Wellington Nem begann seine Fußballkarriere als Jugendspieler beim brasilianischen Spitzenklub Fluminense FC, dessen Jugendmannschaften er ab 2005 durchlief. Im Jahr 2011 wurde er von der zweiten in die erste Mannschaft des Vereins befördert, die er im März des Jahres jedoch wieder verließ, als er für ein Jahr zum Figueirense FC ausgeliehen wurde, um bei einem kleineren Verein Spielpraxis zu sammeln. Dies gelang dem 19-jährigen Nachwuchsstürmer, der auf Anhieb zum Stammspieler wurde und in 25 Spielen neun Mal traf. Überraschend beendete der Verein die Spielzeit auf dem siebten Tabellenrang und Wellington Nem wurde beim Prêmio Craque do Brasileirão zum Newcomer des Jahres gewählt.
Zur nächsten Saison kehrte er zu seinem alten Klub zurück. Am 8. Februar 2012 hatte er seinen ersten Einsatz bei der Copa Libertadores, dem er im gleichen Jahr noch sechs weitere folgen ließ, bis sein Verein im Viertelfinale an den Boca Juniors scheiterte. Kurz darauf spielte er bei einem 0:0 gegen den SC Internacional erstmals für Fluminense in der Liga. Während dieser Spielzeit absolvierte er 27 Partien, bei denen er sechs Treffer erzielte. Am Ende des Jahres gewann Fluminense die Meisterschaft.
In der Saison 2013 absolvierte er nur noch eine Partie für seinen Verein, bevor Nem am 6. Juni 2013 einen 5-Jahres-Vertrag beim ukrainischen Meister Schachtar Donezk unterschrieb. Der Verein bestätigte eine Ablöse von neun Millionen Euro. Am 21. Juli kam er zu seinem Ligadebüt in der Ukraine, als er am zweiten Spieltag der Saison 2013/14 auf Anhieb seinen ersten Treffer erzielte. Im August des Jahres musste er sich einer Knieoperation unterziehen, weshalb er weite Teile der Hinrunde verpasste. Für den Kader der UEFA Champions League wurde er daraufhin nicht gemeldet. Auch in der Liga spielte er weitgehend keine Rolle, konnte aber nach einem 3:1-Erfolg gegen Sorja Luhansk im Mai 2014 mit der Mannschaft den Meistertitel gewinnen.
Am 18. Juli 2019 gab seine alte Wirkungsstätte in Rio de Janeiro, FLU, bekannt, Wellington Nem bis Ende des Jahres ausgeliehen zu haben. Nach Ende der Leihe kehrte Wellington Nem zu Schachtar zurück. Nachdem er zu keinen Einsätzen mehr gekommen war, beendete der Klub den Kontrakt im August 2020.
Erst im März 2021 nahm in dann Fortaleza EC unter Vertrag und kurze Zeit später wechselte er bis zum Jahresende zum Cruzeiro EC nach Belo Horizonte. Seit Januar 2022 ist er nun für den portugiesischen Erstligisten FC Arouca aktiv.

### Nationalmannschaft
Zu Beginn seiner Karriere war er zeitweise Jugendnationalspieler Brasiliens und gewann 2009 die U-17-Südamerikameisterschaft.
Im Sommer 2012 wurde er von Trainer Menezes für seine überzeugenden Leistungen in der Liga belohnt und kam am 26. Mai gegen Dänemark zu seinem Debüt für die A-Nationalmannschaft.

## Erfolge
Fluminense
- U-17-Südamerikameisterschaft: 2009
- Taça Guanabara: 2012
- Staatsmeisterschaft von Rio de Janeiro: 2012
- Brasilianischer Meister: 2012

Schachtar Donezk
- Ukrainischer Meister: 2014
- Ukrainischer Meister: 2018
- Ukrainischer Pokalsieger: 2018

## Auszeichnungen
- Prêmio Craque do Brasileirão – Newcomer des Jahres: 2011